# Латинська лайка
Лати́нська ла́йка — група слів у латинській мові, що належить до нецензурної лексики. Латинська лайка охоплює ширше коло понять, аніж те, що прийнято звати «матюками». Деякі лайливі слова в латині не мають точного перекладу, володіють змістовними особливостями чи моральними межами.

## Сексуальна тематика в латинській лайці
Ця група слів подібна до нецензурної лексики в англійській чи російській мовах — їй притаманне згадування статевих органів чи зносин. До цієї групи можна віднести такі слова:
- Mentula — «чоловічий статевий орган» (з непристойним відтінком)
- Verpa — те ж саме, але з гомосексуальним відтінком. Дослівного перекладу немає.
- Cōleī — «яєчка»
- Cunnus — «вульва» (з непристойним відтінком), «пизда». Звідси походить і термін «кунілінгус»
- Landīca — «клітор», «сикель». Вживалося як дуже брудна лайка. Слово присутнє в графіті на свинцевому метальному снаряді, знайденому в Перуджі: peto [la]ndicam fvlviae («Я шукаю клітор Фульвії»)[1]. Через посередництво рум. lindik від нього походить і укр. линди́к — діалектне позначення клітора[2].
- Futuere — не має точного перекладу. Найближчий аналог — «трахати», «їбати».
- Paedicare — займатися сексом з чоловіком, трахати чоловіка.
- Crīsāre — «входити в статеві зносини, за яких жінка знаходиться зверху».
- Cēvēre — те ж саме, з тією відмінністю, що вживається щодо пасивного партнера.
- Fellator — можна перекласти як «членосос». Дуже важка образа, оскільки розглядалася як нижча форма сексуальних зносин.
- Irrumator — на відміну від попереднього, інший партнер в оральному сексі.

## Копроректальна тематика в латинській лайці
Ця група лайливих слів уподібнює латинську лайку до української. Їхня сутність зводиться до процесу справляння природних потреб. Нижче приведено список цих слів з українським перекладом.
1. - Cūlus — «дупа»
  - Cacāre — «срати»
  - Mingere — «сцяти»
  - Pēdere — «пердіти»
  - Merda — «лайно»

## Особливості латинської лайки
Незважаючи на відсутність християнської моралі у Римській державі періоду республіки та принципату, чесність, справедливість, доблесть, цнотливість та інші чесноти високо цінувалися. Це саме стосується і правил етикету: поважний громадянин не міг дозволити собі використання нецензурної лексики, тим паче у присутності жінок. За правилами поводження, найміцніше слово, яке міг сказати чоловік у присутності дам — «Edepol!» — вигук підсилення емоцій, що перекладається як «клянуся Поллуксом!». У свою чергу жінка могла виражати свої емоції словом «Ecastor!» («клянуся Кастором!»).

## Використання латинської лайки
Нині використання латинської лайки надзвичайно рідкісне явище. Окрім як серед кіл людей, що займаються історичною реконструкцією, її можна зустріти у літературі (книжки австралійської письменниці Колін Маккалоу, оповідання «Остання центурія») та кінематографі (серіал студії HBO «Рим»). Частина сучасних нецензурних виразів в різних мовах світу корінням своїм сягають саме латинської лайки.